# Grid-tie inverter
Un Grid-tie inverter è un inverter di un impianto fotovoltaico connesso alla rete elettrica.

## Descrizione
La caratteristica fondamentale che distingue un inverter fotovoltaico connesso in rete (denominato alternativamente "grid-tied", "grid-connected", "on-grid", ecc.) da uno generico, o da un inverter fotovoltaico "in isola" non collegato alla rete, è che esso appunto si aggancia e si sincronizza con la rete elettrica del distributore, permettendo lo scambio di potenza senza soluzione di continuità. Non possiede quindi un controllo attivo di tensione e frequenza della forma d'onda d'uscita tipica dei generatori che costituiscono la rete ("grid-forming") ma si adegua alle condizioni di rete a cui è collegato.
L'immissione di potenza in rete è resa possibile modulando la tensione di uscita mantenendola leggermente superiore (nell'ordine di qualche decimo di volt) rispetto alla tensione di rete. Questo grazie alla presenza di stadi multipli di conversione: prima la tensione di ingresso DC dei moduli fotovoltaici o delle batterie è inviata a dei circuiti switching che alimentano un bus DC ad una tensione stabile che costituisce la "base" per costruire la sinusoide (questa tensione negli inverter domestici monofase viene mantenuta intorno ai 400 volt, mentre per gli inverter industriali trifase è intorno ai 600 - 750 volt), a partire dal quale viene modulato il segnale PWM che diviene sinusoidale una volta passato per gli stadi di filtraggio. Essendo l'uscita modulata direttamente da un bus in alta tensione, è anche possibile eliminare il trasformatore finale e interfacciare lo stadio di potenza direttamente alla rete.
Un'altra caratteristica importante di un inverter fotovoltaico, è l'interfaccia di rete, detta dispositivo di protezione interfaccia. Questa funzione, generalmente integrata nella macchina, ma che può essere anche un "teleruttore intelligente" a sé stante, deve rispondere ai requisiti imposti dalle normative dei diversi enti di erogazione di energia elettrica, e scollegare l'inverter da rete qualora i parametri (tensione, frequenza, ecc.) fuoriescono dalle tolleranze impostate.
Gli inverter fotovoltaici connessi in rete possono essere classificati in due grandi famiglie:
- Gli inverter di stringa, che convertono unicamente la potenza elettrica delle stringhe fotovoltaiche in potenza elettrica da immettere nella rete AC;
- Gli inverter ibridi, ai quali può essere collegato un sistema di accumulo che si interpone tra le stringhe fotovoltaiche e la rete AC.

Un inverter ibrido è dotato ovviamente di algoritmi per gestire in modo intelligente la carica e la scarica di questo accumulo.
L'inverter connesso in rete gestisce i flussi di potenza con un sistema prioritario denominato autoconsumo che funziona come segue:
- Qualora vi sia produzione di energia da parte dei moduli fotovoltaici, considerato che l'algoritmo MPPT cerca sempre di estrarre da essi la massima potenza possibile, l'inverter supporterà primariamente le utenze (carichi applicati), se questi sono già alimentati e risulterà energia in esubero questa andrà a caricare il sistema di accumulo, se presente. Se l'accumulo è già completamente carico, o non è presente, l'energia in eccesso verrà immessa nella rete del distributore, se il contratto lo prevede; in caso contrario, l'inverter modula la potenza in ingresso bypassando l'MPPT e ricavando solo la potenza necessaria all'alimentazione delle utenze.
- Qualora invece la produzione di potenza fotovoltaica sia insufficiente o nulla, il sistema di accumulo, se presente, interviene integrando, o sostituendo del tutto, i moduli fotovoltaici per alimentare le utenze. Se esso si scarica del tutto, o non è presente, l'inverter entra in standby e la potenza per alimentare i carichi viene prelevata dalla rete elettrica.

Per realizzare l'autoconsumo, l'inverter è dotato di un misuratore remoto detto smart meter (vedi sotto).
Per poter contabilizzare correttamente l'energia fotovoltaica in esubero, è necessario sostituire il Contatore elettrico con uno in grado di differenziare i prelievi dalle immissioni di potenza, viene installato inoltre a cura del Gestore dei servizi energetici un secondo contatore all'uscita dell'inverter per misurare l'energia prodotta.
A seconda della raffinatezza del firmware di controllo, un inverter connesso in rete può prevedere, oltre alla funzione di autoconsumo, varie altre modalità di funzionamento opzionali, come ad esempio:
- Modalità di carica/scarica dell'accumulo a tempo: possono essere definite delle fasce orarie nelle quali il sistema di accumulo viene forzato a caricarsi o scaricarsi. Questa funzione trova tipicamente applicazione nel caso il contratto di fornitura preveda fasce orarie a prezzi diversi, è allora possibile caricare l'accumulo da rete nell'orario in cui il prezzo per kWh è minimo, per poi scaricarlo immettendo in rete quando il pezzo è maggiore, ottenendo un guadagno netto. Può inoltre essere utile a prevenire il deterioramento delle batterie se rimangono inattive per periodi di tempo prolungati.
- Modalità di privilegio del back-up: la scarica del sistema di accumulo viene limitata ad una soglia predefinita (per esempio 80%) in modo da garantire sempre una congrua riserva di energia a disposizione in caso di black-out (la potenza è prelevata attraverso l'uscita EPS).
- Modalità di livellamento dei picchi (peak shaving): il sistema di accumulo viene gestito in modo da limitare i picchi di potenza scambiati con la rete elettrica del distributore.
- Modalità generatore: attraverso un'apposita uscita digitale, al verificarsi di determinate condizioni l'inverter può comandare l'avviamento e l'arresto di un gruppo elettrogeno collegato alla rete.
- Modalità parallela o passiva: l'inverter è comandato da un controllore esterno, ad esempio quando si controllano più inverter in parallelo tramite un inverter "master".

Alcuni inverter con accumulo possono anche essere bi-direzionali, e all'occorrenza possono quindi anche ricaricare l'accumulo prelevando la potenza dalla rete elettrica. Per gli utenti fotovoltaici domestici questa funzionalità risulta utile in caso di inverter con accumulo installato in aggiunta ad un inverter senza accumulo già installato in precedenza (retrofit su un impianto esistente): in questo caso la potenza in eccesso che il primo inverter immette in rete viene dirottata sull'accumulo del secondo che la "riassorbe" dalla rete stessa. Altre possibili applicazioni di gruppi di accumulo con inverter bi-direzionali si hanno ad esempio con gruppi di accumulo remoti di proprietà del distributore stesso, utilizzati per stoccare l'energia in esubero prodotta a sua volta dagli impianti fotovoltaici degli utenti e immessa in rete, per poi essere rilasciata quando la domanda di energia aumenta troppo rispetto alla produzione solare, oppure in presenza di utenze ad elevato assorbimento come le colonnine di ricarica per veicoli elettrici che possono avere una potenza anche di 100 kW o più, collocate laddove la rete elettrica non permette un allaccio in grado di supportare tale potenza. In questo caso si utilizza un accumulo di energia che si ricarica alla potenza che permette la rete finché la colonnina non è in uso, per poi supportare la rete stessa scaricandosi e sommando il suo apporto energetico nelle fasi iniziali di ricarica del veicolo, quando l'assorbimento è massimo. Opzionalmente questi sistemi di accumulo possono presentare anche un ingresso fotovoltaico, per contribuire alla ricarica con dei moduli fotovoltaici installati ad esempio su una tettoia posizionata in corrispondenza della colonnina stessa, sotto la quale viene parcheggiato il veicolo.

## Il misuratore intelligente (Smart Meter)
Questo dispositivo è un componente indispensabile per il corretto funzionamento in autoconsumo di un inverter fotovoltaico ibrido, in quanto permette di bilanciare correttamente la potenza tra la rete ed il carico. Viene installato subito a valle del contatore del punto di consegna del DSO (Distribution System Operator, ovvero il distributore di rete elettrica) e dell'interruttore generale dell'impianto elettrico, in modo da misurare potenze ed energie attive e reattive entranti e uscenti analogamente al contatore del DSO. Rispetto a quest'ultimo però, è in grado generalmente di fornire anche qualche dato supplementare, come la potenza apparente, il fattore di potenza e la frequenza di rete.
Presenta una porta di comunicazione, in genere RS-485, tramite il quale l'inverter lo interroga sulla sua lista di indirizzi Modbus per ricavare, essenzialmente, la potenza scambiata con la rete.
La condizione di autoconsumo prevede idealmente che la potenza scambiata con la rete sia pari a zero. Utilizzando il dato di potenza dello smart meter come feedback, l'inverter può impostarsi su un valore di potenza erogata che viene interamente assorbita dalle utenze dell'impianto elettrico. Sebbene questa condizione possa essere ignorata nel caso ci sia la possibilità di immettere in rete la potenza in esubero prodotta dai moduli fotovoltaici, il dispositivo riveste invece sempre un ruolo critico nel caso la produzione fotovoltaica sia insufficiente o nulla, in quanto in questo caso la potenza prelevata dal sistema di accumulo deve essere sempre coincidente con quella richiesta dai carichi, per impedire sia il prelievo di potenza da rete, che lo scaricare l'accumulo inutilmente nella rete stessa.

## Vantaggi
I principali vantaggi degli inverter connessi alla rete ("on-grid") sono la possibilità di vendere al distributore stesso l'eventuale esubero di potenza prodotto dai pannelli fotovoltaici, e al contrario, consentire alle utenze di poter essere alimentate da rete nelle ore notturne o comunque quando i moduli fotovoltaici non producono a sufficienza (e l'eventuale sistema di accumulo è esaurito) senza interruzioni della potenza né dover commutare la modalità di funzionamento dell'inverter stesso. La rete può essere vista come un sistema di accumulo con capacità infinita, anche se normalmente il costo per kWh dell'energia prelevata è molto superiore al guadagno che si ha con l'energia ceduta (per questo motivo ha comunque senso avere un accumulo locale di energia). Un vantaggio collaterale consiste nel fatto che il collegamento alla rete consente di assorbire meglio i picchi di corrente che si hanno all'accensione/spegnimento di carichi ad elevata potenza, rendendo meno critica la velocità di risposta dell'inverter a questi transitori. Il principale svantaggio rispetto agli inverter per impianti "ad isola" è il suo maggiore costo, dovendo sottostare a requisiti tecnici e normativi molto più stringenti.

## L'uscita off-grid
Un inverter on-grid si "appoggia" sulla tensione di rete, e pertanto non rimane operativo in caso di interruzione di energia da parte del distributore (questa situazione sarebbe altrimenti estremamente pericolosa per, ad esempio, eventuali tecnici che eseguono lavori di manutenzione o ripristino del guasto sulla linea). Per ovviare all'inconveniente di eventuali black-out, sempre più spesso questi inverter vengono dotati di un'apposita uscita ausiliaria per la creazione di una rete locale indipendente, dove tensione e frequenza non sono più quelle della rete elettrica ma generate localmente dall'inverter stesso. A seconda del costruttore, questa uscita viene denominata EPS (Emergency Power Supply), back-up, load, utility, e così via. Questa uscita è utilizzata soprattutto per garantire alimentazione ad utenze privilegiate o parti di impianto specifiche (che devono rimanere isolate dall'impianto principale) non interrompibili, come ad esempio celle frigorifere, apparecchiature mediche negli ospedali, apparecchiature IT (server, data center, nodi di rete), ecc.
Quando si decide quali utenze collegare alla linea di back-up, bisogna anche tenere presente che essa presenta vantaggi e svantaggi opposti rispetto all'uscita in rete, vale a dire da un lato si ha il vantaggio dell'indipendenza dalla rete (e la certezza di non prelevare potenza da essa) e la protezione da black-out temporanei, ma lo svantaggio di non garantire più l'alimentazione all'impianto stesso in caso di assenza di produzione fotovoltaica e sistema di accumulo completamente scarico.
Se l'uscita ausiliaria di back-up ha una potenza circa uguale a quella on-grid, è teoricamente possibile collegare l'intero impianto elettrico all'uscita off-grid e lasciare l'uscita on-grid libera per essere utilizzata unicamente per lo scambio di energia con la rete. In alcuni inverter, l'uscita ausiliaria rimane normalmente commutata in parallelo all'uscita in rete e diviene effettivamente off-grid solo in caso di black-out. La soluzione migliore comunque è quella di poter commutare l'intero impianto elettrico collegato all'inverter tra la connessione in rete (uscita on-grid) ed il funzionamento ad isola (uscita EPS/off-grid). Questo avviene tramite un così detto quadro di scambio, che nella sua forma più semplice è composto da un commutatore detto ATS (Automatic Transfer Switch). Esso è dotato di due ingressi A e B, commutabili verso l'uscita, e di un circuito che determina la presenza di tensione sugli ingressi stessi. Normalmente l'uscita in rete dell'inverter si collega all'ingresso A, l'uscita off-grid all'ingresso B. Il dispositivo ATS, se posto in modalità automatica, dà priorità all'ingresso A, commutando l'uscita ad esso ogni qualvolta determina la presenza di tensione di rete. In caso di black-out, l'assenza di tensione lo fa commutare sull'ingresso B, dal quale l'impianto elettrico continuerà ad essere alimentato tramite l'uscita off-grid. Quando la tensione su A ritorna, il dispositivo ri-commuta automaticamente.

## Problematiche del "grid-tie"
Avere un sempre maggior numero di inverter connessi in rete che si sincronizzano "passivamente" alla rete stessa anziché possedere dei propri controlli attivi di tensione e frequenza tali da contribuire attivamente alla costituzione della rete stessa ("grid-forming") presenta due principali problematiche.
La prima, nel breve periodo, e che riguarda soprattutto gli impianti domestici collegati alla bassa tensione, è legata ai picchi di produzione. Avere molti inverter fotovoltaici che cercano contemporaneamente di "spingere" la potenza in eccesso verso la rete può provocare un aumento di tensione sui rami della rete in bassa tensione, i quali se sufficientemente accentuati e prolungati possono causare una riduzione automatica di potenza o addirittura il distacco dalla rete degli inverter stessi per sovratensione. Questo si traduce in perdita di produzione e di guadagni.
È piuttosto comune e frequente che quando l inverter inietta corrente a.c. in rete, la tensione nominale della stessa ovvero 230 V venga superata a causa dell'iniezione di potenza in rete.
Quando la tensione arriva a 253 V l inverter va in blocco ( e l impianto FV dunque smette di iniettare potenza in rete).
Per moderare questa tendenza, si raccomanda agli utenti proprietari del tratto di cavidotto elettrico che va dall uscita dell inverter al contatore su strada, di dimensionare la sezione elettrica dei propri cavi in modo adeguato (usando cioè un cavo di grosso diametro) verificando che la caduta di tensione relativa massima non superi l'1%, ovvero non superi i 2,5 Vac nel momento di massima potenza immessa in rete. Ad esempio per una potenza immessa di 6kw ed una lunghezza del montante di 40metri è necessaria una sezione di ben 25 mmq che permette una caduta di tensione di solo lo 0,88% (poco più di 2 Vac), mentre invece un cavo da 10mmq non sarebbe adeguato provocando una caduta di tensione del 1,35% (oltre 3,1 V).
Il secondo problema, che sarà più sensibile sul lungo periodo (volendo, lo si può interpretare come l'estensione su larga scala del precedente), è che il "grid-tie" parte dal presupposto che esista una solida rete di impianti di produzione "di base" (in pratica la "spina dorsale" della rete elettrica nazionale) avente una forza sufficiente a vincolare tutti gli inverter "grid-tie" collegati ad essa, ovvero che essi costituiscono una quota di potenza istantanea trascurabile rispetto alla quella totale della rete elettrica. Viceversa, se la totalità degli inverter "grid-tie" risulta una potenza che inizia ad essere comparabile con quella complessiva della rete, la stessa può diventare instabile; ad esempio una massiccia produzione fotovoltaica potrebbe "alleggerire" la rete elettrica principale tendendo ad aumentarne la tensione e la frequenza rispetto ai valori nominali. Questo problema è già sufficientemente sentito in paesi con abbondanza di energia solare a disposizione e una scarsa popolazione come ad esempio l'Australia. Un altro aspetto del problema è legato ad eventuali guasti a parti della griglia principale: in questo caso anche tutti gli inverter on-grid collegati a tale sezione della griglia cesseranno di erogare potenza, aggravando ulteriormente l'ammanco di produzione elettrica, con possibili effetti a cascata su porzioni di griglia sempre più grandi. Da qui la necessità di sviluppare dei sistemi di stoccaggio di energia efficaci, dato che la tendenza della produzione di energia elettrica fotovoltaica globale sarà inevitabilmente in aumento nei prossimi anni.

## Norma in Italia
In Italia, il CEI ha rilasciato la Norma CEI 0-21 (per gli inverter connessi alla bassa tensione) e CEI 0-16 (per gli inverter di maggiore potenza connessi alla rete di media tensione), attualmente giunte all'edizione 2022. Questa normativa prevede una serie di prescrizioni e misure di sicurezza tali da evitare l'immissione di energia nella rete elettrica qualora i parametri di questa siano fuori dai limiti di accettabilità. Le norme prevedono le seguenti funzioni obbligatorie:
- Un algoritmo di ritardo all'avviamento o alla riconnessione, dopo il quale la presa in carico (erogazione massima di potenza) avviene con un gradiente lineare;
- Una funzione di controllo della potenza attiva che permetta di impostare un valore massimo di Watt erogati prefissato (ad es. in percentuale del valore nominale);
- Una funzione di controllo della potenza reattiva che permetta di impostare un Fattore di potenza prefissato;
- Una funzione di controllo della potenza reattiva che permetta di impostare un valore di kVAr erogati prefissato;
- Una funzione di erogazione automatica della potenza reattiva in funzione della potenza attiva;
- Una funzione di erogazione automatica della potenza reattiva in funzione della tensione di rete;
- Una funzione di limitazione automatica della potenza attiva in caso di sovratensione di rete;
- Una funzione di limitazione/incremento automatici della potenza attiva in caso di derive di sovrafrequenza/sottofrequenza di rete;
- Una funzione di monitoraggio automatico dell'emissione della componente di corrente continua nella rete (per gli inverter senza trasformatore finale);
- Un algoritmo che impedisca la sconnessione da rete in caso di micro-interruzioni e brevi sovratensioni nella rete.

Le prove di tipo previste dalle norme prevedono:
- Prove sulla qualità della tensione e della potenza erogata, in particolare l'emissione di correnti armoniche e le fluttuazioni di tensione che possono generare sfarfallio (flicker);
- Prove di funzionamento a piena potenza nell'intervallo da 85% a 110% della tensione nominale e da 47,5 a 51,5 Hz. ;
- Prova di tutte le funzioni sopra descritte di regolazione e controllo della potenza, sia per quanto riguarda l'errore statico che riguardo ai tempi di risposta;
- Prova di repentini sfasamenti delle tensioni di rete (l'inverter non deve riportare danni);
- Prove sul sistema di protezione di interfaccia: precisione delle soglie di intervento, tempi di intervento, insensibilità alle armoniche, rapporto di ricaduta, prove climatiche, verifica di eventuale funzione di autotest, scatto remoto, comando locale, segnale di comunicazione ecc.